# Gymnoscelis tristrigosa
Gymnoscelis tristrigosa là một loài bướm đêm trong họ Geometridae.